# Iolanda da Lorena
Iolanda da Lorena ou Iolanda de Anjou (em francês:  Yolande; Bar-le-Duc, 2 de novembro de 1428 – Nancy, 23 de fevereiro de 1484) foi uma nobre francesa. Ela foi suo jure duquesa da Lorena e Bar, apesar de ter cedido o poder real ao marido, o conde Frederico II de Vaudémont, e ao filho, Renato II da Lorena. Ela também reivindicou os títulos de rainha de Jerusalém, Sicília e Aragão.

## Família
Iolanda foi a primeira filha e quarta criança nascida do rei Renato I de Nápoles e de sua primeira esposa, Isabel da Lorena. Ela tinha um irmão gêmeo, Nicolas, que faleceu jovem.
Os seus avós paternos eram Luís II, Duque de Anjou e Iolanda de Aragão, pretendente ao trono aragonês. Os seus avós maternos eram o duque Carlos II da Lorena e Margarida do Palatinado.
Ela teve vários irmãos, entre eles: o duque João II da Lorena, marido de Maria de Bourbon; Luís, Marquês de Pont-à-Moussonde, que morreu aos 16 anos sem ter casado e tido filhos; Margarida, esposa do rei Henrique VI de Inglaterra, entre outros.
Após a morte de Isabel, Renato I se casou com Joana de Laval, porém, não teve filhos com ela. Iolanda também teve três meio-irmãos ilegítimos por parte de pai.

## Biografia
No dia 13 de fevereiro de 1433, quando Iolanda tinha apenas 4 anos, ela foi prometida à Frederico, que tinha 15 ou 16 anos à época. O contrato nupcial foi assinado naquele mesmo ano, em 1 de julho, na cidade de Bar-le-Duc. Já o casamento apenas ocorreu em 1445, quando a noiva tinha por volta de 17 anos, e, o noivo, 28. Frederico era filho do conde Antônio de Vaudémont e de Maria de Harcourt, condessa de Aumale. A união matrimonial serviu como uma aliança dinástica para encerrar a disputa entre o pai de Iolanda e o pai de Frederico, em relação à sucessão do ducado da Lorena.
Iolanda e Frederico tiveram seis filhos, três homens e três mulheres. Em 1458, Frederico sucedeu ao pai como conde de Vaudémont e senhor de Joinville após sua morte.
Após a morte do sobrinho, Nicolau I, que não deixou descendência, Iolanda tomou o título de duquesa da Lorena, em 27 julho de 1473. No entanto, logo em 11 de agosto do mesmo ano, na cidade de Vézelise, Iolanda abdicou da sucessão em favor do filho, Renato.
Alguns anos depois, após a morte do pai, Iolanda reivindicou o título de rainha de Jerusalém, Sicília e Aragão, a partir de julho de 1480. Ela tinha ficado viúva quase 10 anos antes, em 31 de agosto de 1470.
A duquesa faleceu em Nancy, no dia 23 de fevereiro de 1484, aos 55 anos, e foi sepultada no cemitério da Capela de Santa Ana, em Joinville, no jazigo dos senhores de Joinville.

## Na cultura popular
- Uma Iolanda cega aparece como tema central do poema dramático, Kong Renés Datter, escrito pelo dinamarquês, Henrik Hertz, em 1845;
- A ópera, Iolanta, escrita pelo russo Piotr Ilitch Tchaikovski, foi baseada na obra de Hertz, e estreou em São Petersburgo, no dia 18 de dezembro de 1892;
- Em 1913, estreou o filme silencioso, King Rene's Daughter, baseado no original por Hertz, no qual Iolanda é interpretada por Maude Fealy. Mais tarde, o filme foi adaptado para o alemão com o nome de Das Licht der Liebe, em 1930;
- O livro O Santo Graal e a Linhagem Sagrada alega que a duquesa foi a décima Grã-Mestre do Priorado de Sião, sendo que a suposta evidência para tal alegação deriva dos Dossiês Secretos, documentos criados em 1967.

## Descendência
- Renato II da Lorena (2 de maio de 1451 – 10 de dezembro de 1508), sucessor da mãe e do pai. Foi casado primeiro com Joana de Harcourt, de quem se divorciou em 1475, e depois foi marido de Filipa de Gueldres, com quem teve doze filhos;
- Nicolau (m. 1476), senhor de Joinville e Bauffremon;
- Pedro (m. 1451);
- Joana (1458 – 25 de janeiro de 1480), foi casada com Carlos IV de Anjou, mas não teve filhos com ele;
- Margarida (1463 – 1 ou 2 de novembro de 1521), foi casada com o duque Renato de Alençon. Após a morte do marido, tornou-se freira e mais tarde abadessa no convento de Santa Clara, em Argentam, o qual fundou;
- Iolanda (m. 21 de maio de 1500), foi a primeira esposa de Guilherme II, Conde de Hesse, com quem teve três filhos.

## Galeria

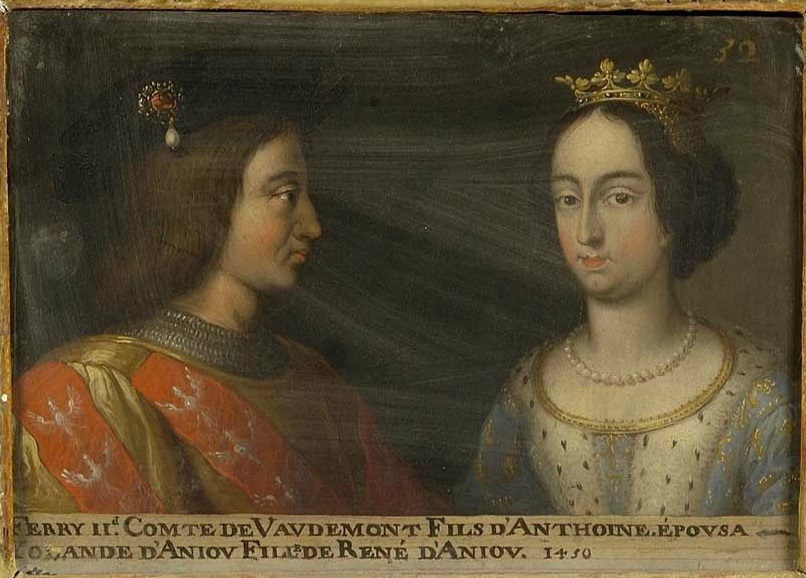
Iolanda e Frederico numa representação do século XVII..
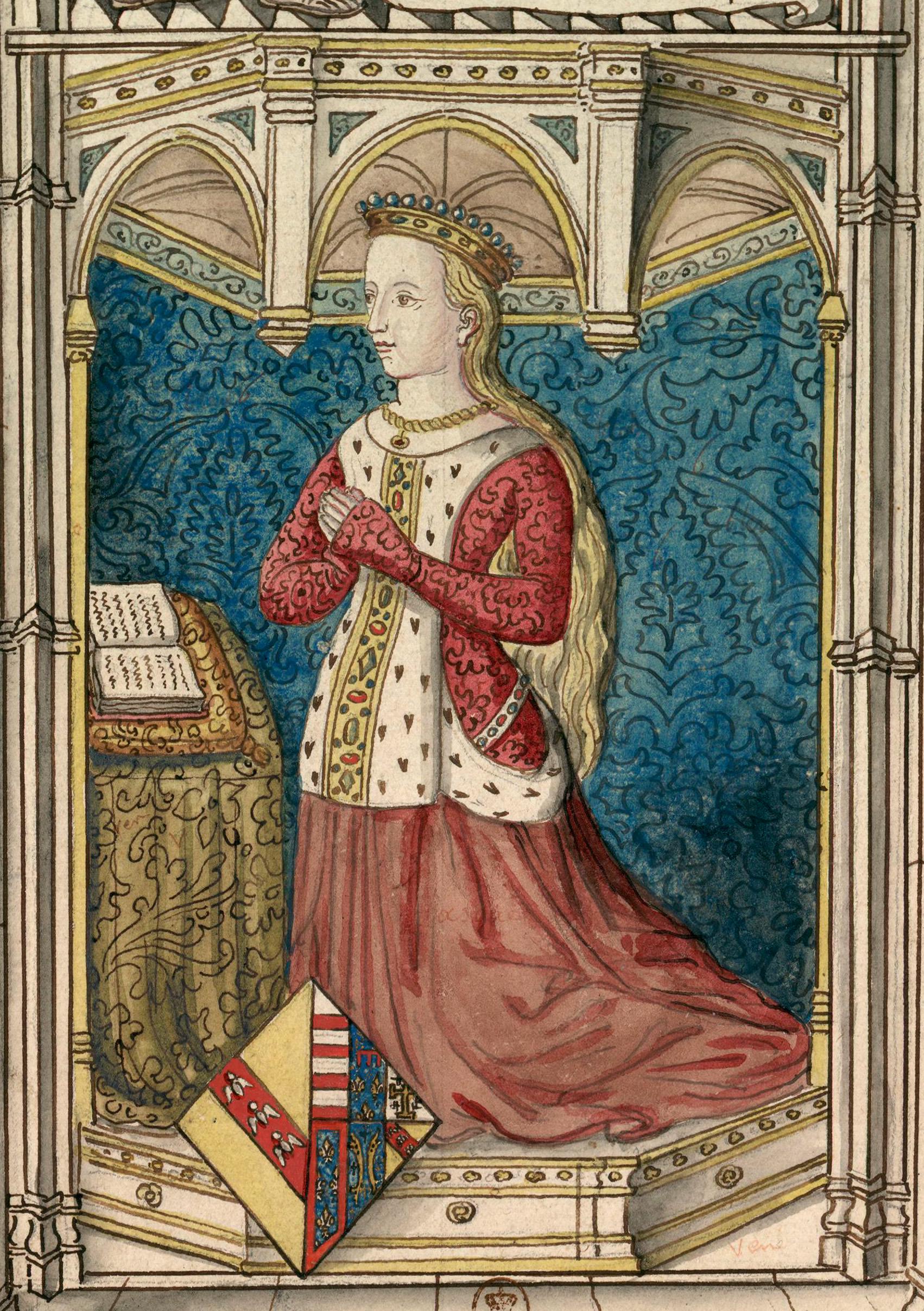
Iolanda no detalhe de um desenho representando um vitral do século XV, hoje desaparecido, que se encontrava na igreja dos Cordeliers, em Angers.
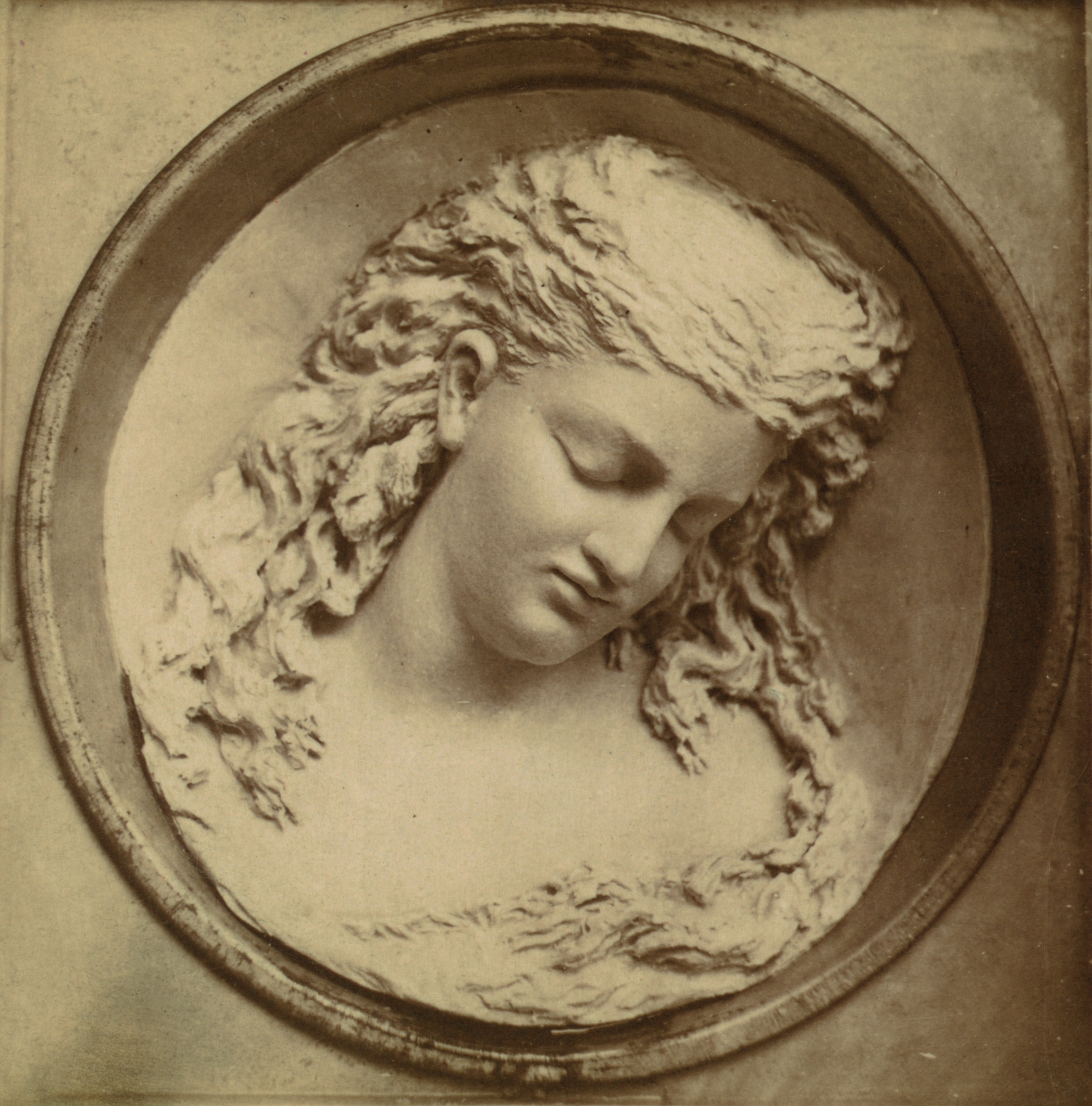
Relevo que representa a personagem "Iolanda sonhadora" em Kong Renés Datter.
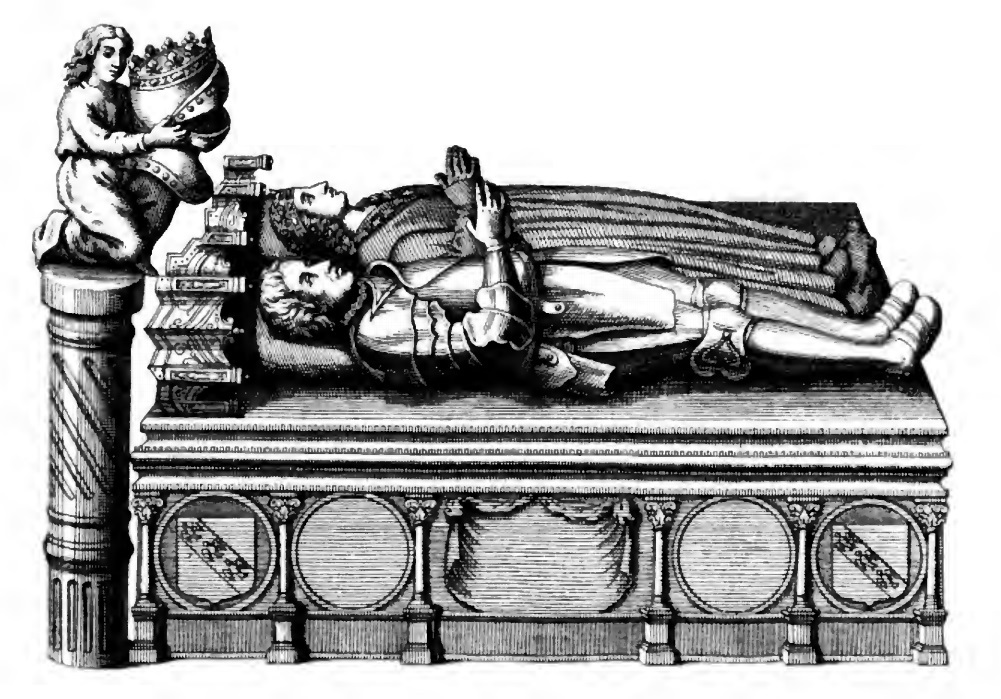
Ilustração de 1728 da tumba de Iolanda.
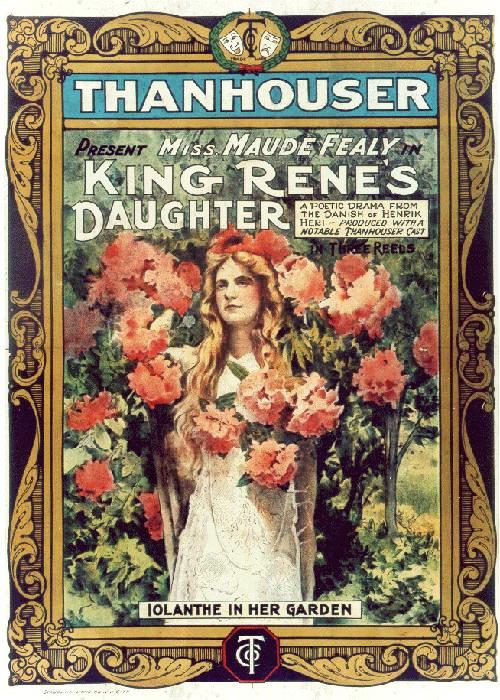
Pôster do filme King Rene's Daughter de 1913.